# Asop de Frígia
Asop (grec antic: Ἀσωπός, llatí: Asopus) és el nom que rebia un dels dos rius que envoltaven la ciutat de Laodicea de Frígia, segons Plini el Vell, i que desemboquen al riu Licos. L'altre riu rebia el nom de Capros (llatí: Caprus).